# Casa de la Vila de Capellades
La Casa de la Vila és la seu de l'ajuntament de Capellades (Anoia). Construcció de planta baixa i pis està catalogada a l'Inventari del Patrimoni Arquitectònic de Catalunya.

## Arquitectura
Porxo d'entrada amb tres arcs i balconada al pis superior sostingut per mènsules decorades amb formes vegetals. El balcó és de balustres, té tres sortides emmarcades per columnes compostes jònico-corínties que a la seva part inferior i per damunt la base no estén estriades sinó decorades amb fulles de geganta. A la part superior de la façana hi ha un ràfec, sostingut per mènsules vegetals.
La Casa de la Vila és un edifici entre mitgeres constituït per soterrani, planta baixa, planta pis i golfa. Es cobreix amb una coberta plana, la qual limita al carrer amb una barana de balustres. Destaca la façana clàssica, composta simètricament segons tres eixos amb buits de proporció vertical d'arc de mig punt. A la planta baixa, les obertures formen un porxo de tres arcs rodons. En la clau de l'arc central hi ha un medalló amb l'escut de Capellades emmarcat amb una orla i dos modillons, just a sota de la balconada. Els altres dos arcs del porxo estan adornats amb un modilló. Una contundent cornisa amb motllures i dentellons separa la planta baixa de la primera. Al primer pis, les tres obertures estan delimitades amb columnes de capitell compost, decorades amb fulles d'acant en la part baixa del fust, a tocar de la base, les quals recolzen en un basament. Una balconada de balustres correguda
s'estén al llarg de la façana, la qual recolza en la cornisa ja citada que incorpora les cartel·les esculturades del balcó central. Aquest sobresurt de la línia de façana i emfasitza l'entrada. En els extrems de la balustrada hi ha dos fanals amb suport de ferro forjat. Corona l'edifici una cornisa-entaulament, amb mènsules decorades amb motius vegetals, que incorpora les lletres "CASA DE LA VILA". Des del carrer s'accedeix al vestíbul a través d'un curt tram d'escala de tres graons. A continuació, es troba l'entrada de l'edifici tancada amb una porta de fusta emplafonada, amb dibuixos geomètrics gravats en els plafons. Un cop traspassat el portal s'arriba a un altre vestíbul del qual surt l'escala noble de marbre, amb barana de brèndoles de ferro forjat i passamà de fusta, amb la que s'accedeix a la planta pis. Aquest nucli central de doble alçada, on es disposa l'escala, està il·luminat per una claraboia plana de vidre gravat, i hi aboquen totes les dependències administratives i la sala de sessions de la planta primera a través d'una galeria perimètrica d'arcs de mig punt i de vidrieres d'arc rodó amb vidres de color ocre i blanc. A les golfes hi ha una part de l'Arxiu Municipal, i al soterrani, on hi havia hagut abans la presó, ara hi ha un magatzem i l'altra part dels fons documental del municipi.

## Història
La Casa de la Vila probablement des del seu origen estava situada a la plaça Major núm. 1, avui plaça Jacint Verdaguer. L'any 1898, l'estat de l'edifici era força precari, tal com ho demostra el fet que en les actes del Ple del 15 de gener de 1898. Finalment, es va decidir enderrocar-lo i llogar provisionalment la casa de la plaça Sant Jaume núm. 26, fins que es trobés una nova ubicació per a la construcció d'una nova Casa Consistorial.
El 25 de juliol de 1902, Ramon Godó i de Lallana, diputat a Corts, va oferir en propietat l'edifici del carrer de les Places núm. 30 (avui carrer Onze de Setembre, núm. 4) de 377 m² al municipi de Capellades, amb la condició que sempre fos destinat a Casa Consistorial. Tot sembla apuntar que l'autor del projecte fou l'arquitecte Josep Majó Ribas, el qual va ser present en l'acte de cessió de l'edifici i havia realitzat diferents obres pels Godó. Entre les seves obres cal esmentar l'antiga seu del diari La Vanguardia, inaugurada el 1903, i Can Godó de Teià. A més de Casa Consistorial, l'edifici al llarg del temps ha tingut diverses utilitats: Escola fins a la dècada de 1930 (a la Sala de Sessions), emissora de ràdio a la dècada de 1980 i oficina de correus.
Els espais originals a poc a poc es van anar quedant petits per a les noves necessitats d'un ajuntament modern. L'any 1965, es va portar a terme un projecte de reforma interna de l'edifici, com la reparació i ornamentació del Saló de Sessions i del despatx de l'alcaldia. L'any 2004, es va iniciar un projecte d'ampliació de les dependències municipals, pel carrer Ramon Godó, on es va ubicar l'entrada principal de l'Ajuntament. Es van ampliar 324 m², distribuïts en tres plantes. Aquesta reforma i ampliació va tenir un cost de 365.619,37 €. El dia 12 de març de 2006, dia del Mercat Figueter de Capellades, va es va oferir una jornada de Portes Obertes per poder visitar el nou edifici i l'ampliació de la Casa de la Vila. Poc temps després va començar a funcionar.